# 藤田信吉
藤田 信吉（ふじた のぶよし）は、戦国時代から江戸時代前期にかけての武将、大名。下野西方藩初代藩主。

## 生涯
藤田（小野）康邦（右衛門佐、泰邦）の次男といわれているが、康邦は天文24年（1555年）8月13日、つまり信吉が生まれる4年前に死去しており計算が合わない。このため、康邦の孫または甥ではないかと思われる。また、藤田泰邦の一族である用土業国（新三郎、新左衛門尉）の子息とする説もある。
兄の用土重連が北条氏邦（藤田氏邦、康邦の養子）に謀殺されたことによりその跡を継いだ信吉は、はじめ用土氏・小野氏を名乗っていたが、天正8年（1580年）8月、旧知の間柄であったという武田家臣・真田昌幸の調略を受入れ北条氏から離反し、武田氏に沼田城を引き渡した。その後、上州攻略で武功を挙げ、沼須城主となり、武田勝頼から5700貫の所領を拝領する。さらに藤田氏に復して勝頼から武田氏の通字「信」字を与えられ藤田能登守信吉と名乗り、海野信親の娘を娶った。
天正10年（1582年）3月の武田氏滅亡後、他の上州国人と同様に織田氏の重臣・滝川一益に仕える。同年6月の本能寺の変の後、上杉方の長尾伊賀守に通じ、5千の兵で滝川益重麾下4千の兵の守る沼田城を攻めたて水曲輪の一つを乗っ取るも、一益が小幡、安中、和田、倉賀野、由良、長尾（館林）、内藤を従え2万の兵で北上した為、信吉は沼田城攻略を諦め、6月13日夜、泣く泣く越後に落ちていったという。
上杉景勝から越後長島城を与えられた信吉は、以降上杉家中で数々の武功を挙げていく。特に新発田重家討伐戦では、新潟城・沼垂城を調略によって降し、赤谷城救援に駆けつけた金上盛備率いる蘆名軍を撃破し、さらには五十公野城を攻略するなど、その功績は抜群であった。天正17年（1589年）佐渡国の本間氏討伐にも従軍し、天正18年（1590年）の小田原征伐では上杉軍の先鋒を務め、上野・武蔵の北条方の諸城を次々と攻略した。慶長3年（1598年）に上杉氏が会津に移封されると、景勝から越後津川城代として1万5,000石の所領を与えられた。
慶長5年（1600年）、信吉は景勝の代理として新年の祝賀のために上洛する。この際、徳川家康は信吉に銀子や青江直次の刀等を贈るなどして好意的に接している。しかし景勝の後に越後に入封した堀秀治が、上杉に叛意有りと訴えたことで上杉と徳川の間で緊張が高まった。上洛して申し開きをせよと迫る家康に対し、上杉家の権臣・直江兼続は露骨に家康に敵対する姿勢を見せた（そもそも堀と上杉の対立は、上杉が越後から会津に転封された際に、新領主の為に残して置くべき分の年貢を兼続が全て持ち去ったことに起因する）。
信吉は景勝に安易に挑発に乗らぬよう諫言するとともに、自らは大坂に赴いて家康に対して懸命に弁明して避戦に努めた。ところが、兼続が信吉は家康に買収されて内通していると讒言したため、信吉や大森城代の栗田国時ら避戦派は上杉家からの出奔を余儀なくされ、江戸の徳川秀忠の許に逃れた（国時は兼続の追っ手により殺害された）。その後、信吉は京都の大徳寺に入って剃髪し、源心と号した。関ヶ原の戦いの後、信吉は家康に下野国西方に1万5,000石の所領を与えられたため、還俗して諱を重信と改めた。
慶長7年（1602年）、佐竹義宣が常陸国水戸から出羽国秋田へ減移封されたとき、水戸城の接収を担当している。大坂の陣にも従軍したが、慶長20年（1615年）の夏の陣後に改易された。理由は榊原康勝軍の軍監を務めていたときの失態、戦功に対する不満からの失言など諸々の理由を挙げられている。
元和2年（1616年）7月14日、信濃国奈良井宿の長泉寺で死去した。享年58。死因は病死説もあるが、近年では自殺説が有力となっている。
末裔として、黒前村議の藤田源七、藤田源次などがいる。

## 別説
武蔵国の豪族だった藤田能登守信吉は、戦国の世の習いで北条氏、武田氏、上杉氏と主君を変え、最後に江戸幕府の大名となった武将である。
北条氏の下で沼田城代を務めていたが、身内が北条氏の陰謀によるものと思われる謎の死を遂げたことなどから、真田昌幸の調略を受け入れて沼田城を明け渡し、武田勝頼に仕えるようになった。そして、武田家の通字である「信」を与えられ、武田信玄の孫娘を妻に迎えた。
天正10年（1582年）、武田勝頼が木曾義昌を攻めた鳥居峠での戦いでは、奈良井宿にも戦火が及び、長泉寺は焼失した。長泉寺住職の器外聞應（きがいもんのう）への帰依があつかった信吉は、後に寺の伽藍を再興。中興開基となった。
武田家滅亡後は、越後の上杉家に仕えてさまざまな戦で活躍し、上杉家中の序列では直江兼続以下５番目に位置していた。
豊臣秀吉の没後、徳川家康の独走が目立つようになったが、上杉景勝と直江兼続はあくまで亡き秀吉の知遇に報いる心を変えず、家康に抵抗する意志を示しした。
慶長5年（1600年）正月、景勝の代理で信吉は大坂城へ登城し、豊臣秀頼と徳川家康に新年の挨拶をしている。
その際、家康から「景勝に上洛し共に国事を議すべきであると伝えよ」と申し渡したとされている。
無用な戦を避けて民を守るため、そして上杉氏を守るために、信吉は徳川との融和を勧めたが、景勝と兼続は戦強行路線を貫いた。
この頃、和平路線の信吉への風当たりは強くなり、上杉軍団の先鋒から外された。さらに、兼続に命を狙われているという噂が流れたため「上杉家に二心のない旨」の起請文を残し、一族郎党を連れて会津を出奔。その後、京都の大徳寺で剃髪をし蟄居した。
関ヶ原の戦いのきっかけとなった会津征伐の際には、家康に道案内を命じられたが、「上杉家に二心なし」と同道を辞した。
後に家康から徳川に仕えるよう再三声がかかり、根負けした信吉はこれに応じて下野西方藩１万５千石の大名となった。
家康は信吉が持っていた武田、真田、上杉との縁戚関係に利用価値を見出し、また、戦術家・築城家としての能力を買っていたといわれている。
大坂冬の陣、夏の陣に出陣し、夏の陣では大きな痛手を負ったため、幕府に暇を請い、信州諏訪温泉で湯治した。しかし、傷は思いのほか重く、
元和2年（1616年）7月14日、奈良井の長泉寺で最期を迎えて寺に葬られた。信吉の法名は「直指院殿一曳源心居士」。
自身の苗字である「藤田」を代々名乗るよう、寺の住職に遺言を残したため、長泉寺に入った住職たちは明治になるまで藤田姓を名乗っていた。